# الجميلة والوحش (2017)
الجميلة والوحش (بالإنجليزية: Beauty and the Beast)‏ هو فيلم موسيقي فنتازي وخيالي رومانسي أمريكي إنتاج أفلام والت ديزني وأفلام مانديفيل صدر عام 2017، من إخراج بيل كوندون، كتب الفيلم ستيفن شبوسكي وإيفان سبيليوتوبولوس، تشارك في إنتاجه ديفيد هوبرمان وتود ليبرمان.
الفيلم هو النسخة الحية لفيلم رسوم متحركة الجميلة والوحش الذي صدر سنة 1991 وهو مقتبس عن الحكاية الخرافية الجميلة والوحش. أدت دور بل الممثلة البريطانية إيما واتسون والتي اشتهرت بأداء دور هيرميون غرينجر في سلسلة هاري بوتر، في حين أدى دان ستيفنز إلى جانب لوك ايفانز، كيفين كلاين، جوش جاد، ستانلي توتشي، إيوان مكريغور، أودرا مكدونالد، إيان ماكيلين وإيما تومسون بقية الأدوار.
بدأ التصوير رئيسي للفيلم بتاريخ 18 مايو 2015 بإستوديوهات شيبرتون في إنجلترا وإكتمل في 21 أغسطس 2015، وبلغت ميزانية إنتاجه 160 مليون دولار أمريكي. صدر الفيلم لأول مرة في 23 فبراير 2017 في سبينسر هاوس بلندن، وصدر في الولايات المتحدة الأمريكية في 17 مارس 2017، بصِيَغ متعددة منها آيماكس، آيماكس ثلاثي الأبعاد.
تلقى الفيلم انتقادات إيجابية على العموم من النقاد والمشاهدين، كما أشاد النقاد بأداء إيما واتسون ودان ستيفنز وأثنوا على مؤثرات الفيلم والتقنيات المستعملة للإنتاج وموسيقى الفيلم كما تلقى الفيلم انتقادات كثيرة لتشابهه مع النسخة السابقة.
حقق الفيلم أكثر من 1.2 مليار دولار في جميع أنحاء العالم، ليصبح الفيلم الموسيقي الحي الذي يحرز أعلى معدل، وبذلك أعلى فيلم دخلا لعام 2017 والعاشر في قائمة الأفلام الأعلى دخلا على مر العصور في ذلك الوقت.
اعتبارا من ديسمبر 2020، يحتل فيلم الجميلة والوحش (2017) المرتبة ال 17 في قائمة أعلى الأفلام دخلا في التاريخ.

## القصة
في يوم من الأيام، وصلت ساحرة متنكّرة بزي امرأة عجوز متسولة إلى قلعة كبيرة كانت تُقام بها حفلة، فعرضت على المضيف وهو أمير قاس وأناني، أن تعطيه وردة مقابل ملجأ من عاصفة. عندما رفض الأمير كشفت عن هويتها. كعقاب على قلة تعاطف الأمير، حولته الساحرة إلى وحش وحولته خدمه إلى أدوات منزلية، ثم محت القلعة والأمير وخدمه من ذكريات أحبائهم وكل من في المدينة. ألقت تعويذة على الوردة وحذرت الأمير من أن التعويذة لن تنكسر إلا إذا تعلَّم أن يحب شخصًا آخر، وأن يكون محبوبًا في المقابل قبل سقوط آخر بتلة من الوردة، أو سيبقى وحشًا إلى الأبد.[بحاجة لمصدر]
بعد بضع سنوات، في بلدة فيلنوف الصغيرة، تحلم «بل»، الابنة المحبة للكتب لمخترع يدعى موريس، بالمغامرة. وهي تتجاهل باستمرار تقدم غاستون وهو جندي سابق متغطرس، لطلب يدها لأنه ليس من النوع الذي ترغب بل بالزواج منه. ذات يوم ضاع موريس في الغابة، فبحث عن ملجأ في قلعة الوحش، دخل الحديقة وقطف وردة ليُقدمها كهدية لابنته بل، لكن هذا يُغضب الوحش فيسجُنه. عندما يعود حصان موريس بدونه، تخرج بل بحثًا عنه، وتجده محبوسًا في زنزانة القلعة. تخدع بل والدها والوحش من خلال طلب عناق وداعي بسيط من والدها، وتدفعه للخارج وتغلق على نفسها في الزنزانة. يوافق الوحش على السماح لها بأخذ مكان والدها ويُجبر موريس على المغادرة على الفور. تُصادق «بل» خدام القلعة؛ الشمعدان «فوتمان لوميير»، الساعة «ماجوردومو كوجسوورث»، منفضة الريش «الخادمة بلوميت»، إبريق الشاي «السيدة بوتس»، وابنها فنجان الشاي «تشيب». ودَعَوْهَا إلى عشاء رائع. عندما تتجول في الجناح الغربي المحظور وتجد الوردة، يخيفها الوحش في الغابة. تعرضت بل لكمين من قبل مجموعة من الذئاب، لكن الوحش أنقذها، وأصيب أثناء ذلك. بينما تُعالج بل جروحه، تتطور العلاقة بينهما. يعرض الوحش على بل هدية من الساحرة، وهو كتاب ينقل القراء أينما يريدون. تستخدم بل الكتاب لزيارة منزل طفولتها في باريس، حيث تكتشف قناع طبيب الطاعون وتدرك أنها ووالدها أُجبروا على المغادرة عندما ماتت والدتها بسبب الطاعون.
في فيلنوف، فشل موريس في إقناع القرويين الآخرين بوجود الوحش وبأنه سَجَنَ ابنته بل. يرى غاستون أن إنقاذ بل فرصة لكسب يدها للزواج، ويوافق على مساعدة موريس. عندما علم موريس بدوافعه الخفية رفض قبول مساعدته، تخلى غاستون عن موريس وتركه لتأكله الذئاب. يتم إنقاذ موريس من قبل ناسكة البلدة «أغاثا»، لكن عندما أخبر سكان المدينة بجريمة غاستون ولم يتمكن من تقديم أدلة قوية، يقنعهم غاستون بحبس موريس في عربة.
بعد مشاركة رقص رومانسي مع الوحش، تكتشف «بل» مأزق والدها باستخدام مرآة سحرية. يطلقها الوحش لإنقاذ موريس، ويمنحها المرآة لتجعلها تتذكره. في فيلنوف، تكشف بيل عن الوحش في المرآة لسكان المدينة، لتثبت أن والدها ليس مجنونًا. عندما أدرك غاستون أن بل تحب الوحش، غار منه وادَّعى أنه قد سحرها باستخدام السحر الأسود وألقى بها في العربة مع والدها. وحشد القرويين ليتبعوه إلى القلعة ليقتل الوحش قبل أن يسحر القرية بأكملها. داخل العربة، أخبرت بل والدها أنها تعرف ما حدث لأمها وأخبرته عن زيارتها السحرية لمنزلهم القديم المهجور. يهرب موريس وبل، وتعود بل إلى القلعة.
خلال المعركة، تخلى غاستون عن رفيقه ليفو، الذي وقف بعد ذلك مع الخدم لصد القرويين. يتم الهجوم على الوحش في قلعته، وهو مكتئب جدًا حتى أنَّه عجز عن الرد على الاعتداء، لكنه يستعيد روحه بعد أن يرى بل عائدة إليه. يهزم الوحشُ غاستون، لكنه ينقذ حياته قبل أن يلتمَّ شمل الوحش وبل من جديد. ومع ذلك، أطلق غاستون النار غدراً على الوحش من أحد الجسور، ثم انهار ذلك الجسر عندما بدأت القلعة بالانهيار، وبالتالي سقط غاستون إلى حتفه. ثم يموت الوحش مع سقوط آخر بتلة من الوردة، ويصبح الخدم مجرد أدوات منزلية غير حيَّة. بينما تعلن بل وهي تبكي حبها للوحش، تكشف «أغاثا» عن نفسها على أنها الساحرة وتبطل التعويذة، وترمم القلعة المنهارة، وتُعيد الوحش والخدم إلى أشكالهم البشرية وتُعيد ذكريات القرويين. يُقيم الوحش وبل حفلة رقص لكلِّ المملكة، حيث يرقصان بسعادة.

## طاقم التمثيل
- إيما واتسون في دور بل، شابة محبة للكتب تسعى إلى الحياة خارج حدود قريتها. تنمو مشاعرها تجاه الوحش وتبدأ في رؤية الإنسانية بداخله.
  - ديزي دوكزمال تُصوَّر على أنها بل عندما كانت رضيعة.
- دان ستيفنز في دور الوحش، أمير بارد القلب، أناني، قاسٍ حُوِّلَ إلى وحش وأُجبر على استعادة إنسانيته من خلال تعلم الحب الحقيقي والمحبة في المقابل، وكذلك العطاء بدلاً من الأخذ. يصور ستيفنز الشخصية من خلال تقنية التقاط الحركة.[37]
  - آدم ميتشل يصور النسخة الأصغر من الأمير.
- لوك إيفانز بدور غاستون، وهو صياد نرجسي ومتعجرف ومحارب قديم في الجيش الملكي الفرنسي، وهو على استعداد للذهاب إلى أبعد ما يمكن لتكون "بل" زوجته.
- كيفن كلاين في دور موريس، والد بيل الأرمل الذي يعمل كصانع صناديق موسيقى وفنان.[38]
  - جوليون كوي يصور موريس عندما كان شابا.
- جوش جاد في دور لوفو، مساعد جاستون اللامع والذي طالت معاناته والذي يساعد صديقه المغرور ولكنه يحصل على القليل جدًا في المقابل.[39]
- إيوان مكريغور في دور لوميير، المضيف الجذاب والنادل الرئيسي للوحش الذي تحول إلى شمعدان.[40]

- ستانلي توتشي في دور مايسترو كادينزا، ملحن البلاط وزوج مدام دي جارديروب الذي تحول إلى قيثارة.[41]
- أودرا ماكدونالد بدور السيدة دي جارديروب، مغنية الأوبرا المشهورة عالميًا وزوجة كادينزا التي تحولت إلى خزانة ملابس.[42]
- جوجو ماباثا راو بدور بلوميت، إحدى خادمات القلعة وعشيقة لوميير التي تم تحويلها إلى منفضة ريش.[43]

- إيان ماكيلين في دور كوجسورث، خشن لكنه وفيٌّ ورئيس موظفي المنزل الذي تحول إلى ساعة.[44]

- إيما طومسون في دور السيدة بوتس، مدبرة المنزل في القلعة والتي تحولت إلى إبريق شاي.[38]
- هاتي موراهان بدور أغاثا، ناسكة فقيرة ومقيمة في فيلنوف، وهي في الواقع الساحرة المسؤولة عن تحول الأمير. تَروي موراهان أيضًا المقدمة.    
  - تصور ريتا ديفيز الساحرة في شكل العجوز المتسولة. صدر الفيلم بعد وفاة ديفيز.
- ناثان ماك في دور تشيب، ابن السيدة بوتس الشجاع الذي تحول إلى فنجان شاي.[45]

- أدريان شيلر في دور سيد آرك، المأمور المحلي الماكر الذي تلقى رشوة من قبل جاستون لإضفاء الطابع المؤسسي على حبس موريس.
- جيرارد هوران في دور السيد جان بوتس، الخزاف الشارد الذهن والمقيم في فيلنوف الذي تم الكشف عنه لاحقًا على أنه زوج السيدة بوتس ووالد تشيب.
- هايدن جوين في دور كلوثيلد، بائعة أسماك ومقيمة في فيلنوف والذي تم الكشف عنها لاحقًا على أنه زوجة كوجسورث.
- مايكل جيبسون في دور حارس تافرن، مالك وحارس حانة فيلنوف المحلية حيث يشرب جاستون وسكان القرية.
- راي فيرون في دور الأب روبرت، قسيس محلي لفيلنوف يشجع بل على استعارة الكتب في مكتبة الكنيسة الضئيلة.
- صوفي ريد، ورافاييل كوهين، وكارلا نيلا في دور فتيات القرية، وهي ثلاثية من النساء اللواتي يتودَّدن لجاستون ويَغَرْنَ من بيل.
- جيمي جونستون، ودين ستريت، وأليكسيس لويزون في أدوار توم وديك وستانلي، وهم ثلاثة من الرجال الذين يعملون بمثابة أتباع جاستون.
- زوي ريني في دور أم بل، زوجة موريس الراحلة التي أصيبت بالطاعون وتوفيت عندما كانت بل رضيعة.
- كليف راو  في دور الطباخ، رئيس الطهاة في القلعة الذي تم تحويله إلى موقد.
- غيزمو في دور فرو-فرو و الكلب الأليف للمايسترو كادينزا والسيدة دي جارديروب من والذي تحول إلى مسند أقدام.
- توماس بادين في دور شابو، خادم الأمير الذي تم تحويله إلى علَّاقة معاطف.
- توم تيرنر في دور الملك، والد الأمير الذي قام بعد وفاة زوجته بتربية ابنه ليكون أنانيًا ومتعجرفًا مثله.
- هارييت جونز في دور الملكة، والدة الأمير التي ماتت بسبب مرض عندما كان طفلاً.
- ديل برانستون في دور خباز فيلنوف المحلي.
- كريس أندرو ميلون في دور مدير مدرسة ناستي، وهو مدير لم يذكر اسمه لمدرسة للذكور في فيلنوف، ولا يوافق على قيام بل بتعليم فتاة صغيرة كيفية القراءة.
- فيفيان باري بدور والدة ثلاثي فتيات القرية، خياطة لم يُذكر اسمها.

ظهر ستيفن ميرشانت أيضًا في الفيلم باسم السيد تواليت، وهو خادم تم تحويله إلى مرحاض. تم قطع مشاهد هذه الشخصية من الفيلم، لكنها ظهرت في المشاهد المحذوفة.

## الإنتاج

### تطور المشروع
في السابق، بدأت ديزني العمل على فيلم مقتبس عن مسرحية برودواي الموسيقية لعام 1994. ومع ذلك، في مقابلة عام 2011، ذكر الملحن ألان مينكين أن نسخة الفيلم المخطط لها من مسرحية الجميلة والوحش الموسيقية «كانت جاهزة».
بحلول أبريل 2014، بدأت والت ديزني بيكتشرز بالفعل في تطوير نسخة حية جديدة من الجميلة والوحش بعد صنع أفلام خيالية أخرى مثل أليس في بلاد العجائب وملافسينت وسندريلا وكتاب الأدغال. بعد شهرين، وقَّع بيل كوندون على إخراج الفيلم من سيناريو للكاتب إيفان سبيليوتوبولوس. في وقت لاحق في سبتمبر من نفس العام، تم تعيين ستيفن تشبوسكي (الذي عمل مع إيما واتسون في فيلم مزايا أن تكون خجولا) لإعادة كتابة السيناريو.
قبل أن يتم التعاقد مع كوندون لإخراج الفيلم، اقتربت منه ديزني باقتراح لإعادة إنتاج الفيلم بطريقة أكثر جذرية حيث أعادت يونيفرسال ستوديوز إنتاج بياض الثلج والصياد (2012). أوضح كوندون لاحقًا أنه "بعد إصدار فروزن، رأى الاستوديو أن هناك جمهورًا دوليًا كبيرًا ينتظر مقاربة موسيقية مدرسية قديمة. لكن في البداية، قالوا،' نحن مهتمون بموسيقى إلى حد ما'. كان اهتمامي بأخذ هذا الفيلم والقيام به في هذه الوسيلة الجديدة - الحركة الحية - كفيلم موسيقي كامل. لذا تراجعت لمدة دقيقة، وعادوا وقالوا، "لا، لا، لا، نحن نريد هذا، لنقم به على هذا النحو". نسب رئيس الإنتاج في والت ديزني بيكتشرز، شون بيلي، الفضل إلى رئيس استوديوهات والت ديزني ألان إف. هورن في قرار جعل الفيلم موسيقيًا: "لقد عملنا على هذا لمدة خمس أو ست سنوات لقد عملنا على هذا الفيلم لمدة خمس أو ست سنوات، ولمدة 18 شهرًا إلى عامين، كان الجميلة والوحش مشروعًا دراميًا جادًا، وتم كتابة السيناريوهات لتعكس ذلك. لم تكن مسرحية موسيقية في ذلك الوقت. لكننا أدركنا أن هناك ميزة تنافسية في الأغاني. ما الخطأ في جعل البالغين يشعرون بأنهم أطفال مرة أخرى؟ "، في الأصل كان من المفترض أن يُلعن غاستون من قبل الساحرة في نهاية الفيلم، لكن لقد تمَّ إلغاء هذه الفكرة.

### إختيار الممثلين
في يناير 2015، أُعلن أن إيما واتسون قد اختيرت لأداء دور بل، البطلة النسائية. كانت الخيار الوحيد لرئيس مجلس إدارة والت ديزني ستوديوز ألان إف. هورن، حيث كان يدير سابقًا شركة وارنر براذرز، التي أصدرت الأفلام الثمانية المُكوِّنة لسلسلة هاري بوتر التي قامت ببطولتها واتسون في دور هيرميون غرينجر. بعد شهرين، تم الكشف عن أن لوك إيفانز ودان ستيفنز في محادثات للعب جاستون والوحش على التوالي، وأكدت واتسون اختيارهم في اليوم التالي عبر  تغريدة لها على موقع تويتر. تم الإعلان عن بقية الممثلين الرئيسيين، بما في ذلك جوش جاد، وإيما طومسون، وكيفن كلاين، وأودرا ماكدونالد، وإيان ماكيلين، وجوجو مباثا راو، وإيوان مكريغور، وستانلي توتشي بين مارس وأبريل للعب أدوار ليفو والسيدة بوتس وموريس ومدام دي جارديروب وكوجسورث وبلوميت ولوميير وكادنزا على التوالي.
علقت سوزان إيغان، التي قامت بأداء دور بل في مسرحية «الجميلة والوحش» الموسيقية في برودواي عام 1994، على اختيار واتسون لهذا الدور بأنه «رائع». عرضت بايج أوهارا، التي قامت بأداء صوت بل في فيلم الرسوم المتحركة الأصلي وتكملة له، مساعدة إيما واتسون في دروس الغناء.
وفقًا لصحيفة هوليوود ريبورتر، ورد أن واتسون قد حصلت على 3 ملايين دولار مقدمًا، إلى جانب اتفاق على أن راتبها النهائي الذي قد يرتفع إلى 15 مليون دولار إذا حقق الفيلم إجمالي مداخيل شبابيك التذاكر يُساوي إجمالي دخل ملافسينت البالغ 759 مليون دولار في جميع أنحاء العالم.

### التصوير
بدأ التصوير الفوتوغرافي الرئيسي في 18 مايو 2015، في إستوديوهات شيبرتون في مقاطعة سري، بإنجلترا. انتهى التصوير مع الممثلين الرئيسيين في 21 أغسطس. بعد ستة أيام، أكد المنتج المشارك جاك موريسي أن الإنتاج قد انتهى رسميًا.
تم تصوير الوحش من خلال «تحريك الدمية بالوضعيات الأكثر تقليدية للجسم والعمل على تجسيدها»، حيث كان الممثل دان ستيفنز «يرتدي بدلة رمادية يبلغ وزنها أربعين باوندًا على ركائز متينة في معظم فترات الفيلم». تم التقاط وجه الوحش بشكل منفصل من أجل «الحصول على التفاصيل الدقيقة لوجه الإنسان» و «[التقاط] الفكر الذي يخطر بباله» والذي يمر «من خلال العينين، وهما آخر عنصر بشري متبقي في الوحش». كما تم إنشاء خدم القلعة الذين تحولوا إلى أشياء منزلية باستخدام تقنية التحريك الحاسوبي.
قبل إصدار الفيلم، أعاد بيل كوندون تصوير مشاهد معينة في المقطع الغنائي المسمى «أيام الشمس»، بسبب الارتباك بين جمهور الاختبار الذي تسببت فيه الممثلة هارييت جونز، التي بدت مشابهة لهاتي موراهان، التي أدَّت دور أجاثا. في النسخة الأصلية من المشهد، كانت شخصية جونز، والدة الأمير، هي التي تغني أول بيت من الأغنية، حيث لعب رودي جودمان دور الأمير الشاب وهنري غاريت يلعب دور والده؛ ولكن في النسخة التي تم إعادة تصويرها من المشهد، يتم إعطاء الجزء الغنائي للأمير (يلعبه الآن آدم ميتشل). تم إعادة تمثيل دور الملك لكن لعب توم تورنر الدور هذه المرة، على الرغم من ذلك تمَّ الإبقاء على هارييت جونز في دور الملكة، وإن كان ذلك بشعر داكن. ظهرت أسماء كل من جودمان وغاريت عن طريق الخطأ في ائتمانات الإصدار المسرحي الأصلي، ولكن تم تصحيحها لاحقًا في الإصدارات المنزلية.

### الموسيقى
عندما تم إصدار فيلم الرسوم المتحركة «الجميلة والوحش» في عام 1991، شكّل نقطة تحول لـ شركة والت ديزني للأفلام من خلال جذب ملايين المعجبين من خلال تسجيلها الموسيقي الحائز على جائزة الأوسكار لكاتب الأغاني هوارد أشمان والملحن آلان مينكين. في رأي بيل كوندون، كانت تلك النتيجة الأصلية هي السبب الرئيسي لموافقته على إخراج نسخة حية من الفيلم. يقول: «تلك النتيجة كان لديها المزيد لتكشف عنه»، كما يقول، «تنظر إلى الأغاني ولا يوجد شخص أخرق في المجموعة. في الواقع، كما وصفها فرانك ريتش بأنها أفضل موسيقى لمسرح برودواي في عام 1991. نسخة الرسوم المتحركة كانت بالفعل أكثر قتامة وأكثر حداثة من حكايات ديزني السابقة. خذ هذه الرؤية، وضعها في وسيط جديد، وجدِّدها تجديدًا جذريًا، اجعلها شيئًا ليس فقط للمسرح لا تقم بكل شيء كما هو حرفيا، الآن هناك عناصر أخرى تلعب دورها. مجرد توفُّر مجموعة من الممثلين الحقيقيين لا يكفي لتفعل ذلك».
حاول مخرج الفيلم بيل كوندون في البداية الحصول على الإلهام من الفيلم الأصلي، لكنه خطط أيضًا لتضمين معظم الأغاني التي ألفها مينكين وأشمان وتيم رايس من مسرحية برودواي الموسيقية، بهدف جعل الفيلم «فيلما موسيقيا مباشرا بأحداث حية وبميزانية كبيرة». عاد مينكين ليسجل موسيقى الفيلم، التي تضم أغانٍ من الفيلم الأصلي له ولأشمان، بالإضافة إلى أغانٍ جديدة كتبها مينكين ورايس. قال مينكين إن الفيلم لن يتضمن الأغاني التي كُتبت لمسرحية برودواي الموسيقية، وبدلاً من ذلك، ابتكر أربع أغانٍ جديدة. ومع ذلك، تم استخدام نسخة من أغنية «المنزل»، والتي كُتبت للمسرحية الموسيقية، أثناء المشهد الذي دخلت فيه بل غرفتها لأول مرة في القلعة.
في 19 كانون الثاني (يناير) 2017، أكد كل من ديزني وسيلين ديون - مغنية الأغنية الثنائية الأصلية لفيلم «الجميلة والوحش» لعام 1991، مع المغني بيبو برايسون - أن سيلين ديون ستؤدي إحدى الأغاني الأصلية الجديدة «كيف تدوم لحظة إلى الأبد» التي تظهر أثناء عرض عناوين النهاية. كانت لديها شكوك في الأصل حول تسجيل الأغنية أم لا بسبب وفاة زوجها ومديرها رينيه أنجيليل، الذي ساعدها سابقًا في تأمين ثنائية البوب عام 1991. لكنها قبلت العرض في النهاية، قالت: «تم اتخاذ القرار حول فيلم الجميلة والوحش الأول مع زوجي. الآن أنا أتخذ القرارات بنفسي. الأمر أصعب قليلاً. لم أستطع أن أقول نعم على الفور، لأنني شعرت وكأنني كنت أغش بطريقة ما». شعرت في النهاية بأنها مضطرة لتسجيل الأغنية بسبب تأثير الجميلة والوحش على حياتها المهنية. وفقًا لديون، «عندما كنت في بداية مسيرتي المهنية، وضعتني على الخريطة، ووضعتني في مكاني اليوم». أيضًا، تم الإعلان عن أداء جوش جروبان الأغنية الأصلية الجديدة «إلى الأبد» بعد ستة أيام.
يتميز فيلم عام 2017 بإعادة إنتاج الأغنية الأصلية لعام 1991 حيث أعاد تسجيلها كل من أريانا غراندي وجون ليجند على شكل ثنائية. نسخة غراندي وليجند المحدَّثة من أغنية العنوان وفية للثنائي الأصلي الحائز على جائزة جرامي، حيث أدت سيلين ديون وبيبو برايسون الأغنية الأصلية لفيلم ديزني عام 1991. عرضت ديزني مقطع الفيديو الموسيقي لأريانا غراندي وجون ليجند لأغنية العنوان على شبكة تلفزيون الأمريكية فري فورم في 5 مارس 2017، ومنذ ذلك الحين شوهدت أكثر من 100 مليون مشاهدة على خدمة استضافة الفيديو فيفو.
قامت إيما طومسون أيضًا بأداء أغنية العنوان، التي أدتها أنجيلا لانسبري في فيلم الرسوم المتحركة الأصلي عام 1991.

## الإصدار
في 16 مارس 2015، أعلنت ديزني أن الفيلم سيصدر بتقنية الفضاء ثلاثي الأبعاد في 17 مارس 2017. تم تقديم أول عرض رسمي للفيلم في معرض ديزني D23 واستمر لثلاثة أيام في أغسطس 2015.
كان العرض العالمي الأول لفيلم الجميلة والوحش في سبنسر هاوس في لندن في 23 فبراير 2017. أقيم العرض الأول في الولايات المتحدة في مسرح الكابيتان  في هوليوود في 2 مارس 2017. تم بث العرض على موقع يوتيوب.
النسخة الغنائية للفيلم تم إصدارها في أكثر من 1200 مسرح أمريكي في جميع أنحاء البلاد في 7 أبريل 2017. تلقت المملكة المتحدة النسخة نفسها في 21 أبريل 2017.
تمت إعادة إصدار الفيلم في نيويورك ولوس أنجلوس لمدة أسبوع واحد ابتداءً من 1 ديسمبر 2017. كان الفيلم بمثابة دفعة جوائز مع احتدام موسم جوائز 2017-18.

### التسويق
أنفقت ديزني حوالي 140 مليون دولار لتسويق الفيلم في جميع أنحاء العالم. عرضت ديزني أول إعلان تشويقي رسمي للفيلم في البرنامج التلفزيوني صباح الخير يا أمريكا. في أول 24 ساعة، وصل المقطع الدعائي التشويقي إلى 91.8 مليون مشاهدة، وهو أكبر عدد مشاهدات لمقطع دعائي في تلك المدة الزمنية. تم كسر هذا الرقم القياسي بعد ذلك من قبل المقطعين الدعائيين لفيلميْ ثور: راجناروك والمنتقمون: الحرب اللانهائية. تم إصدار أول ملصق دعائي رسمي في 7 يوليو / تموز 2016. في 2 نوفمبر 2016، انترتينمنت ويكلي نشرت أول صورة رسمية على غلاف مجلتها، إلى جانب تسع صور جديدة. بعد أسبوع واحد، قامت إيما واتسون وديزني بوضع ملصق جديد. في 14 نوفمبر 2016، تم إطلاق أول مقطع دعائي مسرحي، مرة أخرى على برنامج صباح الخير يا أمريكا. وصل هذا المقطع الدعائي إلى 127.6 مليون مشاهدة في أول 24 ساعة، مسجلاً رقمًا قياسيًا جديدًا لأكبر عدد من المشاهدات في يوم واحد، محطما رقم المقطع الدعائي لفيلم خمسون ظلا أكثر إظلاما؛ تم كسر هذا الرقم القياسي بعد ذلك الحين بالمقطع الدعائي لفيلم فاست أند فيوريس 8. تم عرض مقطع تلفزيوني بغناء إيما واتسون خلال حفل توزيع جوائز جولدن جلوب رقم 74. أصدرت ديزني المقطع الدعائي الأخير في 30 يناير 2017.

### الكتب
تم نشر رواية مرتبطة بالفيلم من قِبَل إصدارات ديزني في أنحاء العالم في 31 يناير 2017.

### الإصدارات المنزلية
تم إصدار الجميلة والوحش على أقراص بلو راي وأقراص دي في دي (DVD) وديجيتال إتش دي في 6 يونيو 2017. ظهر الفيلم لأول مرة في المركز الأول على مخطط الإجمالي لمبيعات الأقراص لـ إن بي دي فيديو سكان، حيث أن جميع العناوين الأخرى في المراكز العشرين الأولى، مجتمعة، باعت 40٪ فقط من عدد مبيعات الجميلة والوحش. استعاد الفيلم صدارة قوائم مبيعات الفيديو المنزلية الوطنية خلال الأسبوع الثالث من إطلاقه. أصبح الفيلم متاحًا على موقع نيتفليكس في 19 سبتمبر 2017. تم إصدار بدقة دقة عرض 4 كيلو بكسل على بلو راي في 10 مارس 2020 مع فيلم الرسوم المتحركة الأصلي.

## الاستقبال

### شبابيك التذاكر
بلغت إيرادات فيلم الجميلة والوحش 504 مليون دولار في الولايات المتحدة وكندا و 759.5 مليون دولار في بلدان أخرى مع إجمالي 1.263 مليار دولار في جميع أنحاء العالم. مع ميزانية إنتاج تبلغ 254 مليون دولار أمريكي، تعد أعلى مسرحية موسيقية دخلا على الإطلاق. في غضون عشرة أيام فقط، أصبحت الإنتاج الموسيقي الحي الأكثر ربحًا على الإطلاق، متجاوزة الرقم القياسي الذي تملكه ماما ميا ! منذ تسع سنوات. كما أصبحت ثاني أكبر إنتاج موسيقي على الإطلاق في ذلك الوقت، بعد فيلم فروزن لشركة ديزني أيضا (2013). في جميع أنحاء العالم، أثبت الفيلم أنه ظاهرة عالمية، حيث حقق ما مجموعه 357 مليون دولار خلال عطلة نهاية الأسبوع الافتتاحية التي استمرت أربعة أيام في 56 سوقًا. قال النقاد إن الفيلم كان يعرض مثل أفلام الأبطال الخارقين بين النساء. كان هذا ثاني أكبر افتتاح عالمي في مارس، بعد باتمان ضد سوبرمان: فجر العدالة، الافتتاح الثالث عشر الأكبر عالميًا على الإطلاق وسابع أكبر افتتاح لشركة ديزني في ذلك الوقت. وهذا يشمل 21 مليون دولار من 1026 شاشة تعرض بتقنية آيماكس، وهو رقم قياسي جديد في عروض الآيماكس.
كان فيلم الجميلة والوحش هو الإصدار رقم 300 المعاد صياغته رقميًا في تاريخ شركة آيماكس، والذي بدأ مع إعادة إصدار  أبولو 13 في عام 2002. ساعد الظهور العالمي القوي للفيلم في دفع الشركة إلى ما يزيد عن 6 مليارات دولار أمريكي لأول مرة، وأدى ذلك إلى اعتقاد المحللين أن الفيلم سينجح في تجاوز المليار دولار في جميع أنحاء العالم من الأرباح المسرحية. في 12 أبريل، تجاوز عتبة المليار دولار، ليصبح الفيلم الأول لعام 2017، والفيلم الرابع عشر من إنتاج شركة ديزني، والفيلم التاسع والعشرون بشكل عام الذي يتجاوز حاجز المليار دولار. أصبح الفيلم الأول منذ روج ون: قصة حرب النجوم (أيضًا أحد ممتلكات ديزني) الصادر في ديسمبر 2016 الذي يُحقِّق أكثر من مليار دولار، وفعل ذلك في اليوم التاسع والعشرين من إطلاقه. إنه ثاني أعلى فيلم ربحا لعام 2017 (خلف حرب النجوم: الجيداي الأخير)، الإصدار الأعلى ربحًا في شهر مارس، الفيلم المعاد انتاجه (الريميك) الأعلى ربحًا على الإطلاق، واحتل الفيلم المركز الأول من حيث الإيرادات بين الأفلام التي أعادت ديزني إنتاجها، متجاوزا الأرقام التي حققتها أفلام كتاب الأدغال، وسندريلا، وأليس في بلاد العجائب، وسادس أكبر فيلم أنتجته شركة ديزني. حتى بعد احتساب التضخم، فإنه لا يزال متقدمًا على إجمالي إيرادات فيلم الرسوم المتحركة الأصلي التي بلغت 425 مليون دولار (760 مليون دولار في 2017). قامت مجلة ددلاين هوليوود بحساب صافي أرباح الفيلم ليكون 414.7 مليون دولار، عند احتساب جميع النفقات والإيرادات معًا، مما يجعله ثاني أكثر إصدار ربحا لعام 2017.

### التقييم النقدي
تلقى فيلم الجميلة والوحش تعليقات إيجابية من النقاد، مع ثناء خاص على صورها، وفريق الممثلين، والموسيقى، والأغاني، وتصميم الأزياء، وقيمة الإنتاج، والإخلاص لفيلم الرسوم المتحركة الأصلي مع بعض العناصر من النسخة الموسيقية في برودواي، بينما قوبلت تصاميم الوحش وأشكال الأغراض المنزلية التي تحول إليها الخدم بمراجعات متباينة. على مجمّع المراجعة روتين توميتوز، حصل الفيلم على نسبة موافقة بلغت 71٪ بناءً على 375 مراجعة، بمتوسط تقييم 6.7 / 10. يقرأ الإجماع النقدي للموقع، «مع فريق عمل ساحر وأغاني متقنة الصنع وعين رسامة للتفاصيل، يُقدم فيلم الجميلة والوحش إعادة رواية مخلصة وجديدة تكرم مصدرها المحبوب». على ميتاكريتيك، حصل الفيلم على 65 درجة من أصل 100، بناءً على 47 منتقدًا، مما يشير إلى «المراجعات الإيجابية بشكل عام». في استطلاعات سينماسكور، أعطى الجمهور الفيلم متوسط درجة "A" على مقياس A + إلى F.
كتبت ليزلي فيلبرين من هوليوود ريبورتر: "إنه حاصل درجة ماستر على تقييم ميشلان ثلاثي النجوم في مهارات صناعة الحلويات حيث أنه يحول المتعة السينمائية إلى نوع من الاندفاع نحو السكر إلى نوع من المخدر الشبيه بالميثامفيتامين والذي يستمر حوالي ساعتين. أشادت فليبرين أيضًا بأداء إيما واتسون وكيفن كلاين بالإضافة إلى المؤثرات الخاصة وتصميم الأزياء والبذلات. كتب أوين جليبرمان من فارياتي، في مراجعته الإيجابية للفيلم: "إنه فيلم متقن الصنع، وهو فيلم جيد من نواح كثيرة، ولكن قبل ذلك هو قطعة مبهجة من الحنين القديم الجديد". قارن غليبرمان تصوير ستيفنز للوحش بنسخة ملكية للشخصية الرئيسية في فيلم الرجل الفيل ونسخة عام 1946 من الوحش في تكيف جان كوكتو الأصلي. أشاد أنتوني سكوت من نيويورك تايمز بأداء كل من إيما واتسون ودان ستيفنز، وكتب: "يبدو جيدًا، ويتحرك برشاقة ويترك مذاقًا نظيفًا وحيويًا. لم أتعرف على النكهة تقريبًا: أعتقد أن اسمها هو الفرح".
وبالمثل، أشادت آن هورنادي من صحيفة واشنطن بوست بأداء واتسون، ووصفته بأنه «يقظ ومهيب» بينما اعتبرت أن قدراتها الغنائية «صالحة بما يكفي لإنجاز المهمة». منح ريتشارد رويبر من شيكاغو سن-تايمز الفيلم ثلاثة ونصف من أصل خمسة وأشاد بأداء إيما واتسون وإيما طومسون كما أجرى مقارنة مع أداء بايج أوهارا وأنجيلا لانسبيري في نسخة الرسوم المتحركة لعام 1991 مع تقديره لأداء الآخر. كما علق على ميزة استخدام كل من تقنية التقاط الحركة وتقنية التحريك الحاسوبي، فكتب: «فخم للغاية تقريبًا، منظم بشكل جميل وأداء مع توقيت رائع ورشاقة من قبل فريق الممثلين المتميزين». أشاد مايك رايان من آبروكس إكس بالطاقم وتصميم الإنتاج والأغاني الجديدة مع الإشارة إلى أن الفيلم لا يجرب شيئًا مختلفًا، قائلاً: «بالتأكيد لا يوجد شيء جديد في هذا الإصدار من الجميلة والوحش (حسنًا، باستثناء أنه ليس فيلم رسوم متحركة بعد الآن)، لكنها إعادة إنتاج جيدة لفيلم رسوم متحركة كلاسيكي يجب أن يجعل معظم المتعصبين راضين». في مراجعتها التي أعطت فيها الفيلم درجة "A-"على مقياس A + إلى F، أشادت نانسي كورنين من دالاس مورنيغ نيوز بالعمق العاطفي والموضوعي للفيلم، مشيرةً إلى: «هناك أصالة عاطفية في فيلم الجميلة والوحش للمخرج بيل كوندون يساعدك على إعادة اكتشاف فيلم الرسوم المتحركة المحبوب من ديزني لعام 1991 والعرض المسرحي لعام 1994 بطرق جديدة ومثيرة». وصف جيمس بيراردينيلي من ريلفيوورز إصدار 2017 بأنه «آسر».
أشاد بريان ترويت من يو إس إيه توداي بأداء لوك إيفانز وجوش جاد وإيوان مكريغور وإيما طومسون إلى جانب تقارب كوندون مع المسرحيات الموسيقية وتصميم الإنتاج والمؤثرات البصرية التي ظهرت مع بعض الأغاني بما في ذلك الأغاني الجديدة التي قدمها الملحنان آلان مينكين وتيم رايس، ولا سيما أغنية "إلى الأبد" حيث وصف الأغنية الجديدة بإمكانية حصولها على جائزة الأوسكار لأفضل أغنية أصلية. قيَّم بيتر ترافرز من رولينج ستون الفيلم بثلاثة من أصل أربعة، معتبرا أنه "هدية مبهجة" بينما أشار إلى أن "الجميلة والوحش ينصفان الرسوم المتحركة الكلاسيكية من ديزني، حتى لو كان بعض السحر هو مفقودا في العمل". قدمت ستيفاني زاكارك من مجلة تايم مراجعة إيجابية مع وصفها بأنه "برِّي، حيوي، وجميل لدرجة الجنون " حيث كتبت "تقريبًا كل شيء عن الجميلة والوحش أكبر من الحياة، لدرجة أن مشاهدتها قد تكون غرامية بعض الشيء" وأضاف أنه "مليء بالمشاعر، تقريبًا مثل رقصة تفسيرية صاخبة تعبر عن العاطفة والغبطة التي شعرت بها الفتيات الصغيرات (وبعض الأولاد أيضًا) عند رؤية النسخة السابقة." قام ميك لاسال من سان فرانسيسكو كرونيكل بمراجعة إيجابية، واصفًا إياه بأنه أحد مباهج عام 2017، مشيرًا إلى أن "فيلم الجميلة والوحش يخلق جوًا من السحر منذ لحظاته الأولى، كما أنه يبني ويتخذ صفات الدفء والكرم كما يشير إلى الفيلم بأنه "جميل" كما أشاد بالفيلم لنغمته العاطفية والنفسية بالإضافة إلى أداء دان ستيفنز في دور الوحش لالتقاط الحركة.
أعطى تيم روبي من ديلي تلغراف الفيلم أربعة من أصل خمسة نجوم وكتبت: "كما أشاد بأداء إيما واتسون وإيان ماكيلين وإيما طومسون وإيوان مكريغور ولوك إيفانز وجوش جاد. كما أشاد مارك هيوز من فوربس بالفيلم، الذي كتب "يمكن أن يعيد إحياء القصة بطريقة مخلصة ولكنه جديد تمامًا وفريد من نوعه، مما يجعل هذا الفيلم يفوق التوقعات، ولقد أسس نفسه على أنه عمل سينمائي مساوي للأصل". كما أثنى على أهمية تكييف قصة مشهورة ولكن الإشكالية تكمن في معالجة التغييرات في عناصر القصة مع الاعتراف بفاعلية الفيلم في صدى الجماهير. وصفه ستيفن ويتي من صحيفة نيويورك ديلي نيوز بأنه "أفضل فيلم موسيقي قديم جديد هذا العام" و "أكثر الأشياء سحرية للجميع "بينما وصف أداء إيما واتسون في دور بل " مخترق ".
اعتبر العديد من النقاد الفيلم أقل شأنا من سلفه الرسوم المتحركة عام 1991. كتب ديفيد سيمز من ذا أتلانتيك أن فيلم 2017 «يبدو فظيعًا بشكل خاص، جزئيًا، لأنه مكرس بشدة للأصل؛ في كل مرة يقصر فيه عن سابقه (وهو كثيرًا جدًا)، من الصعب عدم ملاحظة ذلك». قال مايكل فيليبس من شيكاغو تريبيون إن فيلم 2017 «يأخذ معرفتنا واهتمامنا بالمواد كأمر مسلم به. إنه ينطلق من رقم إلى آخر، ويلقي بطن من حلوى العين المعدلة بشكل محموم على الشاشة، بلا سحر». كتب فيليبس أن الفيلم أظهر بعض الفنانين «الأقل موهبة بشكل واضح» الذين هم «عالقون في أداء الكاريوكي، أو عمل التقاط الحركة بجودة متوسطة»، على الرغم من ذلك مدح أداء كلاين باعتباره «الأفضل، أحلى شيء في الفيلم؛ إنه يجلب الإحساس من الهدوء والسلطة الطريفة». أشاد بيتر برادشو من صحيفة الجارديان بأداء إيما واتسون وكتب أن الفيلم «أضاء في ذلك الضوء الاصطناعي الرائع الذي يتوهج بالعسل، وهو يعمل بسلاسة على القضبان - نوع القضبان التي تجلب وتخرج المسرح لنسخة برودواي المربحة». وفي نفس الصحيفة، انتقدت ويندي إيدي الفيلم ووصفته بأنه «مزخرف لدرجة اليأس» في محاولته لمحاكاة فيلم الرسوم المتحركة.
كريس نشواتي من انترتينمنت ويكلي أعطى الفيلم درجة B- ، وكتب أن الأغاني الجديدة «لا تنقل». كما شعر أن الفيلم يحتاج إلى مزيد من الحياة والعمق، لكنه أشاد بأداء إيما واتسون باعتباره «أحد أقوى عناصر الفيلم». شعرت دانا شوارتز من نيويورك أوبسرفر أن بعض الشخصيات، مثل جاستون والوحش، قد تم تخفيفها مقارنة بفيلم عام 1991، وأن عناصر الخلفية الإضافية فشلت في «تطوير الحبكة أو الموضوع بأي طريقة ذات معنى» إضافة غرور كبير. اعتبرت شوارتز أن غناء الممثلين مقبول لكنها شعرت أنه كان من المفترض أن تتم دبلجة أصواتهم، خاصة للأغاني المعقدة.

## روابط خارجية
- الجميلة و الوحش على موقع IMDb (الإنجليزية)
- الجميلة و الوحش على موقع ميتاكريتيك (الإنجليزية)
- الجميلة و الوحش على موقع روتن توميتوز (الإنجليزية)
- الجميلة و الوحش على موقع نتفليكس (الإنجليزية)
- الجميلة و الوحش على موقع قاعدة بيانات الأفلام العربية
- الجميلة و الوحش على موقع ألو سيني (الفرنسية)
- الجميلة و الوحش على موقع Turner Classic Movies (الإنجليزية)
- الجميلة و الوحش على موقع أول موفي (الإنجليزية)
- الجميلة و الوحش على موقع بوكس أوفيس موجو (الإنجليزية)
- الجميلة و الوحش على موقع فيلمافينيتي (الإسبانية)